# Gani Kasymow
Gani Jesenkeldyuły Kasymow (kaz. Ғани Есенкелдіұлы Қасымов, ros. Гани Есенгельдинович Касымов Gani Jesiengieldinowicz Kasymow; ur. 3 maja 1950 w Gurjewie) – kazachski polityk, były przewodniczący Partii Patriotów Kazachstanu.

## Edukacja
W 1974 ukończył Moskiewski Państwowy Instytut Stosunków Międzynarodowych.

## Kariera polityczna
W latach 1974–1991 był członkiem Komunistycznej Partii Związku Radzieckiego. W 1980 został sekretarzem generalnym ministerstwa spraw zagranicznych Kazachskiej SRR, którym był do 1990. W latach 1990–1992 był doradcą prezydenta Kazachskiej SRR, a od 1992 jest doradcą prezydenta Kazachstanu. W latach 1996–1999 pełnił funkcję przewodniczącego Państwowego Komitetu Celnego Kazachstanu. W latach 1999–2004 był członkiem Mażylisu.
W 2000 roku został przewodniczącym Partii Patriotów Kazachstanu, którym był do 29 sierpnia 2015, kiedy zastąpił go Tołymbek Gabdilaszymow. 5 września 2015 partia połączyła się z Kazachską Partią Socjaldemokratyczną Auył, tworząc Ludowo-Demokratyczną Partię Patriotyczną Auył. W 2003, 2007 i 2008 zostawał posłem roku.
W 2011 wystartował w wyborach prezydenckich, uzyskując 1,94% poparcia.

## Odznaczenia
- Order Przyjaźni I klasy (2004)
- Order Przyjaźni II klasy (2011)

## Życie osobiste
Wdowiec po Rajchan Żyjenbajewej (1949-2010), z którą ma córki Ajnur i Dżuliję. Ma wnuczkę Dalidę i wnuka Tengriego. Biegle zna język kazachski, rosyjski, arabski i francuski.